# Politikåret 1874

## Händelser
- 20 februari – Benjamin Disraeli efterträder William Ewart Gladstone som Storbritanniens premiärminister.[1]
- 8 april - Tillförordnade Carl Gustaf Carlsson efterträder Axel Adlercreutz som Sveriges justitiestatsminister.[2]
- 4 maj - Edvard Carleson tillträder som Sveriges justitiestatsminister.[2]
- 14 juli – Christen Andreas Fonnesbech efterträder Ludvig Holstein-Holsteinborg som Danmarks konseljpresident.[3]

## Avlidna
- 8 mars – Millard Fillmore, amerikansk politiker, representanthusledamot 1833–1835 och 1837–1843, USA:s vicepresident 1849–1850, USA:s president 1850–1853.

### Fotnoter
1. ↑  ”United Kingdom” (på engelska). World Statesmen. http://www.worldstatesmen.org/United_Kingdom.html. Läst 29 juli 2015.
2. 1 2  ”Sweden” (på engelska). World Statesmen. http://www.worldstatesmen.org/Sweden.html. Läst 29 juli 2015.
3. ↑  ”Denmark” (på engelska). World Statesmen. http://www.worldstatesmen.org/Denmark.html. Läst 29 juli 2015.